# Клишко, Зенон
Зенон Клишко (пол. Zenon Kliszko; 8 декабря 1908, Лодзь — 4 сентября 1989, Варшава) — польский коммунистический политик, член политбюро и секретарь ЦК ПОРП в 1959—1970. Ближайший сподвижник Владислава Гомулки, идеолог ПОРП. Ответственен за кровопролитие при подавлении рабочих протестов в декабре 1970.

## В коммунистическом движении
Окончил факультет журналистики и политологии Варшавского университета. В 17-летнем возрасте примкнул к молодёжной коммунистической организации. В 1931—1938 состоял в Коммунистической партии Польши. Был арестован по политическим мотивам в 1933, освободился по медицинской справке о психической неполноценности.
В 1942 вступил в Польскую рабочую партию (ППР). Курировал нелегальную партийную печать. В 1944 в составе Армии Людовой участвовал в Варшавском восстании.
Перебравшись в Люблин, где базировался Польский комитет национального освобождения, познакомился и сблизился с Владиславом Гомулкой. Между ними сложился политический тандем, в котором Гомулка играл роль политического лидера, Клишко — идеолога и политического проводника.

## Послевоенный период
Стал членом Крайовой Рады Народовой — политического органа, возглавляемого Болеславом Берутом. Руководил парламентским клубом ППР в сейме. С 1948 — член ЦК ПОРП.

В 1948—1949 — заместитель министра юстиции.
В период интенсивной сталинизации 1948—1953 годов, сопровождавшейся партийной чисткой, подвергся репрессиям. 13 ноября 1949 был выведен из состава ЦК ПОРП «за утрату бдительности перед классовым врагом» (эффект от «дела Гомулки»). В 1953 исключён из ПОРП и арестован.
Освобождён в 1954 (одновременно с Гомулкой). Работал редактором в научном издательстве PWN. В 1956 вместе с Гомулкой восстановлен в ПОРП.

## Партийно-государственная карьера
С 1957 — секретарь ЦК ПОРП. С 1959 — заместитель министра юстиции. Четырежды избирался в сейм ПНР, был его вице-председателем и главой парламентского клуба ПОРП. В партийном руководстве курировал идеологию и пропаганду, всегда поддерживая Гомулку. В 1957—1970 неформально являлся вторым после Гомулки лицом в партийно-государственной иерархии ПНР.
К концу 1960-х Клишко, полутора десятилетиями ранее ставший жертвой сталинистских репрессий, сам придерживался вполне ортодоксальной идеологической линии. Он сблизился с национал-коммунистической «фракцией партизан» Мечислава Мочара. Курс Клишко означал давление на польскую интеллигенцию и конфликты с польской католической церковью. Такая политика вела к нарастающей конфронтации ПОРП с обществом. При этом Клишко отличался не только идеологическим догматизмом, но и политической близорукостью: так, при конфликтах с примасом Польши кардиналом Вышинским, он способствовал избранию архиепископом Кракова Кароля Войтылы — будущего Папы Римского Иоанна Павла II, решительного антикоммуниста и будущего самого авторитетного соратника Солидарности, ошибочно рассчитывая на его лояльность.
В январе 1968 Клишко убедил Гомулку запретить постановку в Польском театре популярной пьесы Dziady по драматической поэме Адама Мицкевича. Произведение, проникнутое романтическим польским патриотизмом, было сочтено «антисоветским» и «русофобским». Результатом стали студенческие протесты в Варшаве, переросшие в политический кризис, и антисемитская кампания властей.

## Декабрьский расстрел. Отставка
В декабре 1970 в промышленных центрах Балтийского побережья вспыхнули рабочие протесты против повышения цен. Против рабочих были брошены ЗОМО и армейские части. Политическое распоряжение применить оружие по согласованию с Гомулкой отдал Клишко.
В Гдыне 17 декабря 1970 погибли 13 человек (Czarny czwartek — Чёрный четверг). В общей сложности за 15—18 декабря в городах Балтийского побережья погибли 44 человека, ранены более 1100. Генерал Тадеуш Тучапский (также участвовавший в декабрьском кровопролитии) позже назвал Клишко вторым в перечне ответственных.
Кровавые события в Гдыне, Гданьске, Щецине, Эльблонге привели к падению Гомулки и полной смене руководства страны. Партийное руководство покинул и Клишко. 20 декабря 1970 он был выведен из политбюро и секретариата, 7 февраля 1971 — из ЦК ПОРП. Более не принимал участия в политике.

## Смерть
Скончался в 1989, ровно через три месяца после «полусвободных выборов», на которых ПОРП потерпела сокрушительное поражение.
Как участник Варшавского восстания похоронен на кладбище Воинские Повонзки.

## Книги

### Издания на русском языке
- Варшавское восстание : статьи, речи, воспоминания, документы. — М. : Политиздат, 1969. — 280 с.

## Кинообраз
Зенон Клишко фигурирует как персонаж в фильме «Чёрный четверг» — Czarny czwartek (роль исполнил Пётр Фрончевский).